# Berjaya Times Square
Berjaya Times Square est un centre commercial de Kuala Lumpur, en Malaisie.
L'ensemble est surmonté de deux tours jumelles de 203 mètres de hauteur achevées en 2003[réf. nécessaire].